# Pitiriasi lichenoide cronica
La pitiriasi lichenoide cronica è una malattia rara della cute, idiopatica, caratterizzata da papule squamose, eritematose, che possono persistere anche per diversi mesi.

## Eziologia
La pitiriasi lichenoide cronica è spesso il frutto di una reazione di ipersensibilità del sistema immunitario a fronte di infezioni virali, come quella da virus di Epstein-Barr o quella da parvovirus B19.

## Clinica
La malattia tende a colpire adolescenti, giovani adulti e, in generale, a presentarsi entro i trent'anni di età. La malattia è autoimmune e si manifesta con un rash di papule che tende a risparmiare il volto e il cuoio capelluto, ma generalmente si diffonde in tutto il resto del corpo. Le lesioni guariscono tendenzialmente dopo alcuni mesi, a volte addirittura diversi anni dopo la loro comparsa; gruppi di nuove lesioni, però, tendono a svilupparsi ogni qualche settimana.

## Trattamento
Non esiste un trattamento standard per la pitiriasi lichenoide cronica, ma in genere ci si avvale di trattamenti fototerapici con i raggi ultravioletti (Puva), di antibiotici per via orale e dell'applicazione locale di pomate o unguenti a base di corticosteroidi allo scopo di alleviare il rash cutaneo e il prurito che esso comporta. Uno studio clinico ha stabilito che l'enzima bromelina può essere utile nel trattamento della patologia.